# Pandémie de Covid-19 au Pakistan
- Cas confirmés

La pandémie de Covid-19 au Pakistan démarre officiellement le 26 février 2020. À la date du 31 octobre 2022, le bilan est de 30 626 morts.

## Contexte
Le 12 janvier 2020, l'Organisation mondiale de la santé (OMS) confirme qu'un nouveau coronavirus est à l'origine d'une maladie respiratoire chez un groupe de personnes de la ville de Wuhan, province du Hubei, Chine, qui a été signalée à l'OMS le 31 décembre 2019,.
Le taux de létalité du Covid-19 est bien plus faible que le SRAS de 2003, mais la transmission est significativement plus élevée, avec un nombre total de décès important,.

## Chronologie

Nombre de cas déclarés (bleu) et décès (rouge) en échelle logarithmique. Les différences quotidiennes sont indiquées en pointillés.

### Premières détections (février 2020)
Le 26 février, le Pakistan confirme ses deux premiers cas de coronavirus. Zafar Mirza (en), adjoint spécial du Premier ministre à la Santé, déclare dans un tweet, : « Je peux confirmer les deux premiers cas de coronavirus au Pakistan. Les deux cas sont pris en charge selon les protocoles standards cliniques et les deux sont dans un état stables ».
Le premier patient est étudiant à l'Université de Karachi dans la province du Sind tandis que le deuxième patient vient du territoire fédéral du pays. Les deux patients étaient récemment revenus d'Iran,.
Dans la semaine suivant les deux premiers cas, le Pakistan confirme trois autres cas, dont un dans la capitale pakistanaise Islamabad et également à Rawalpindi au Pendjab,,.

### Début de propagation (1er-10 mars 2020)
Le cinquième cas est signalé le 2 mars dans la région fédérale du pays,. Il concerne une femme de 45 ans du Gilgit-Baltistan, qui avait également voyagé en Iran.
Le 6 mars, Murtaza Wahab (en) annonce que le premier patient de Karachi est complètement rétabli et sort de l'hôpital après un test négatif,. Le 8 mars, le Pakistan confirme son septième cas de Covid-19, également à Karachi.
Le lendemain, le Pakistan signale neuf nouveaux cas à Karachi, ce qui porte le total à 16 cas de Covid-19, la province du Sind ayant le plus grand nombre de cas, 13 au total. Cinq des nouveaux patients avaient voyagé en Syrie et certains autres patients étaient revenus de Londres. Trois nouveaux cas sont confirmés le 10 mars, dont un à Hyderabad et le premier à Quetta au Baloutchistan,.

### Augmentation de cas (11-19 mars 2020)
Le 11 mars, 76 cas suspects sont signalés dans plusieurs districts de la province du Pendjab, dont Lahore, Gujranwala, Sargodha, Hafizabad et Lodhran. Les responsables du département des soins de santé informent que les soupçons sur dix patients sont immédiatement levés, tandis que 55 patients sont blanchis après un test négatif. Un deuxième cas à Gilgit-Baltistan est confirmé le même jour à Skardu, laissant le décompte à 20. Un troisième cas est confirmé le 12 mars à Gilgit-Baltistan, dans le district de Shigar (en), qui avait des antécédents de voyage en Iran et serait sous traitement à l'hôpital de Skardu. Le 13 mars, le service de santé de Sind identifie un patient de 52 ans comme positif, constituant le premier cas de transmission locale de la maladie, le patient ayant voyagé à Islamabad,. 24 des 27 cas suspects à Khyber Pakhtunkhwa sont également libérés ce jour-là. À la fin de la journée, le nombre total de cas passe à 28, avec six nouveaux cas au Taftan et un autre à Sind,. Au 14 mars, le nombre de cas est de 31, deux nouveaux patients s'étant révélés positifs à Karachi et un cas à Islamabad.
Cinq autres cas sont annoncés à Karachi le lendemain 15 mars, dont une deuxième transmission locale du coronavirus dans le Sind, tandis que les trois autres ont des antécédents de voyage en Arabie saoudite et un a été au Baloutchistan. Un nouveau cas est également signalé dans le territoire de la capitale Islamabad. Le secrétaire à la Santé de Lahore, Mohammad Usman confirme le premier cas de coronavirus au Pendjab dans la ville de Lahore. Le patient infecté était revenu du Royaume-Uni le 10 mars et avait été transféré à l'hôpital Mayo dans un service d'isolement. L'Institut national de la Santé (en) signale 11 nouveaux cas dans le Sind et 6 nouveaux dans un laboratoire mobile dans la zone frontalière du Taftan et un premier cas au Pendjab, portant le nombre à 53,. Le 16 mars, 134 nouveaux cas positifs au total sont enregistrés, la majorité d'entre eux, 116 dans le Sind. Khyber Pakhtunkhwa signale ses 15 premiers cas tandis que 3 sont trouvés au Baloutchistan. Cela marque la plus forte augmentation dans la mesure où non seulement plus de 100 cas sont signalés dans une province en une journée, mais aussi que le nombre à travers le pays atteint 187 cas,,. Le décompte atteint 237 avec 25 nouveaux cas au Pendjab, 12 au Sind et 4 à Islamabad le 17 mars,,.
Le 18 mars, le premier cas de coronavirus est signalé dans l'Azad Cachemire. Les provinces du Sind et du Gilgit-Baltistan enregistrent une augmentation de 36 et 10 cas respectivement. De nouveaux cas sont également signalés dans d'autres provinces. Un patient de Hyderabad est libéré après son rétablissement dans la province du Sind, ce qui monte le nombre total de cas rétablis à 5. Au total, 302 cas positifs sont confirmés au Pakistan le 18 mars,. Les deux premiers décès dus au virus dans le pays sont également été confirmés ce jour-là. Tous les deux sont signalés dans la province du Khyber Pakhtunkhwa, le premier étant un homme de 50 ans qui avait récemment quitté l'Arabie saoudite pour le district de Mardan après avoir exécuté la Oumra à La Mecque, tandis que la deuxième victime est un homme de 36 ans du district de Hangu. Tous deux étaient hospitalisés à Peshawar.
Les cas doublent de plus de la moitié, passant de 33 à 80 au Pendjab et du 23 à 81 au Baloutchistan le 19 mars. L'augmentation du nombre de cas conduit le gouvernement provincial du Baloutchistan à déclarer une urgence sanitaire et à interdire les transports publics. Le porte-parole du gouvernement provincial, Liaquat Shahwani, déclare qu'un colis de secours sera fourni aux employés des sociétés de transport. Avec un total de 159 nouveaux cas, le nombre de cas confirmés passe à 461.
Fin mars 2020, le Pendjab est la région avec le plus grand nombre de cas qui s'élève à plus de 2 200 cas confirmés. 
Plusieurs régions du pays ont imposé des fermetures jusqu'à la mi-fin avril pour endiguer l'épidémie. Il s'agit notamment du Pendjab, du Sind, du Baloutchistan, de l'Azad Cachemire et du Gilgit-Baltistan.

### Premiers décès (20-31 mars 2020)
Le 20 mars, le premier décès a été signalé dans le Sind. Le patient est un homme de 77 ans qui avait contracté le virus par transmission locale. Il avait survécu à un cancer et avait d'autres problèmes médicaux sous-jacents tels que l'hypertension et le diabète. Alors que dans d'autres provinces, l'augmentation du nombre de nouveaux cas est plus faible par rapport aux derniers jours à 34 et le décompte s'élevait à 495.
Dans les jours qui suivent, le Khyber Pakhtunkhwa annonce trois décès et le Gilgit-Baltistan et le Baloutchistan annoncent chacun un décès ce qui porte le total à six morts. Le nombre de cas passe à 784 avec 138 nouveaux cas,. Le décès à l'hôpital DHQ (en) de Gilgit est un médecin qui a contracté le virus après avoir examiné les pèlerins revenant d'Iran,. Le 22 mars, le Gilgit-Baltistan est mis en quarantaine pour une durée indéterminée. Ce même jour, Descon (en) fait un don de 10 000 bouteilles de désinfectants pour les mains aux hôpitaux du Pendjab, tandis qu'au Baloutchistan, 26 conducteurs qui ont transporté les cas positifs de Covid-19 vers les hôpitaux sont mis en quarantaine. Dès le lendemain, de nombreux médecins à travers le pays se plaignent du manque d'équipement approprié pour lutter contre le virus. Un porte-parole du Syndicat des médecins au Khyber Pakhtunkhwa déclare : « Nous n'avons pas d'équipement de protection individuelle (EPI), ni de lunettes, ni même de masques que nous achetons sur nos propres fonds ». Le ministère des Affaires étrangères (en) prend des dispositions pour amener 72 Pakistanais bloqués à l'aéroport international de Doha au Qatar, car le pays du Golfe avait décidé d'interdire temporairement les voyageurs en provenance du Pakistan et de 14 autres pays au début du mois. Les passagers ont alors été soumis à un contrôle strict à leur arrivée. Un autre vol est organisé pour amener 150 citoyens des Émirats arabes unis bloqués à Dubaï et à l'aéroport international d'Abou Dabi. Le ministre de l'Éducation du Sind, Saeed Ghani (en), est testé positif au virus et auto-confine pendant 14 jours.  Il se remet du virus le 30 mars.
Le Sind, le Baloutchistan, l'Azad Cachemire et le Pendjab se placent sous confinement le 24 mars tandis que d'importantes restrictions sont imposées dans la capitale Islamabad le 25 mars. Le gouvernement du Pendjab annonce le 28 mars un programme de secours de 10 milliards de roupies pour le soutien financier de 2,5 millions de familles de salariés à salaire journalier.
Le nombre total de cas positifs au Pakistan passe à 2 039 au 31 mars et le nombre de morts à 26.

### Explosion (depuis avril 2020)

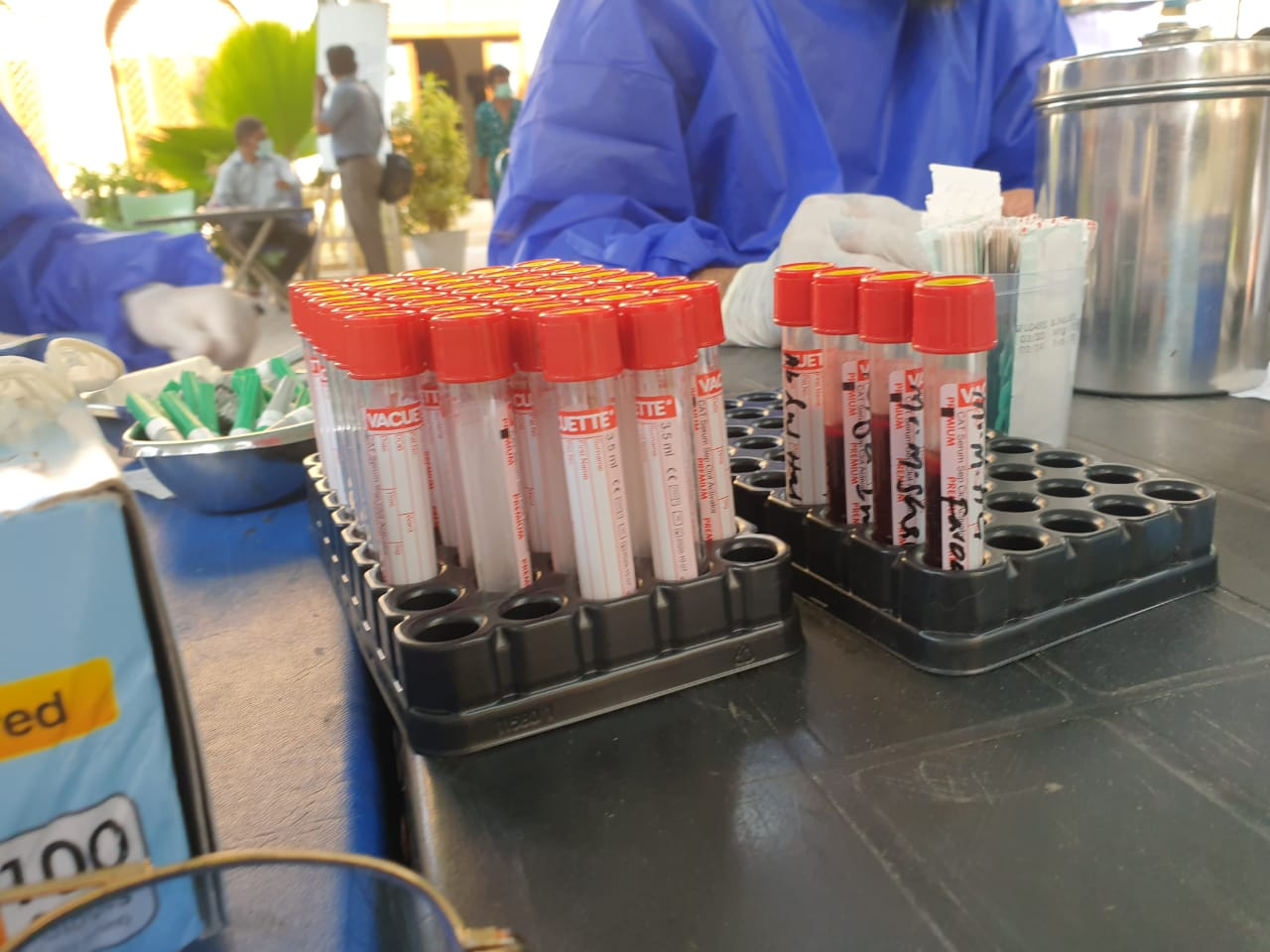
Vaccin chinois testé au Pakistan durant l'été 2020.

Au 1er avril, 252 nouveaux cas sont confirmés, ce qui porte le nombre total de cas à 2 291. Un décès est signalé dans chacune des provinces du Khyber Pakhtunkhwa, du Punjab et du Sind ce qui signifie que le nombre de décès augmente à 31. 159 nouveaux cas sont confirmés le 2 avril, portant le nombre à 2 450. Quatre décès sont signalés, deux au Sind et un au Khyber Pakhtunkhwa chacun, ainsi qu'au Gilgit-Baltistan portant le total à 35. Le nombre total de cas continue de s'alourdir et augmente à 2 708 après que 258 nouveaux cas le lendemain avec cinq décès signalés.
Le nombre de cas confirmés passe la barre des 3 000 dans le pays le 5 avril. Le pays a enregistré près de 1 000 nouveaux cas au cours des deux jours suivants et le décompte a atteint un total de 4 005 le 7 avril avec 54 décès et 429 guérisons.
Selon un rapport du gouvernement fédéral, le Pakistan pourrait atteindre 50 000 cas de maladie le 25 avril,,. Une congrégation religieuse à Lahore début mars 2020 est devenue le centre de la contamination de coronavirus à travers le pays.
Le 5 août 2020, les autorités Pakistanaises annoncent plus de 281 000 cas de contaminations, et 6 014 morts. Ce bilan semble très sous-évalué, vu le faible nombre de dépistages, et pour de nombreux spécialistes virologues du monde entier, le bilan serait bien supérieur aux 6 014 morts annoncés au 5 août, certains virologues et spécialistes, dont certains attachés à l'OMS (Organisation Mondiale de la Santé), indiquent un bilan entre trois fois, et cinq fois supérieur, car les morts indiqués seraient ceux morts à l'hôpital, et inhumés selon les strictes normes sanitaires : inhumation rapide, nombre restreint d'assistants aux funérailles, etc.Les enterrements avec des normes sanitaires très strictes sont très mal perçus par la population de ce pays, souvent très conservatrice, très patriarcale, et attachée aux traditions religieuses, avec notamment, le lavage et nettoyage des corps des défunts. La corruption étant très élevée dans ce pays, souvent, les familles demandent aux médecins ou à des agents administratifs d'indiquer une autre cause de la mort du défunt, contre de l'argent. Souvent, les corps sont enterrés de nuit, pour ne pas éveiller les soupçons des autorités. Cependant, pour mesurer l'ampleur de la mortalité des morts du Covid 19 au Pakistan, les spécialistes et les virologues consulteront, d'ici quelques années les données de la mortalité au Pakistan en 2020, et ainsi faire des comparaisons avec les autres années, pour mesurer la surmortalité, car les données administratives de ce pays sont fiables, tous les décès étant enregistrés par l'administration (toutes causes de morts confondues).
Au 28 Décembre 2021, le Pakistan déclare 28 912 décès du Covid 19, et environ 1,29 million de cas de malades du virus dans le pays. Mais pour de nombreux experts mondiaux, le bilan serait bien plus élevé, vu que par exemple, l'Iran, pays voisin, affiche 131 000 morts officiels du covid, soit 0,13 % de la population Iranienne. Certains experts (dont ceux de l'institut Johns Hopkins) évoquent pour le Pakistan au moins 220 000 décès, soit 0,1 % de la population Pakistanaise, soit un chiffre tout de même plus bas que les estimations sur l'Iran, et au moins 9 millions de malades du covid 19 au Pakistan, pour 2020-2021. Mais dans la réalité, les estimations seraient biens supérieures.